# Faculté polytechnique de Mons

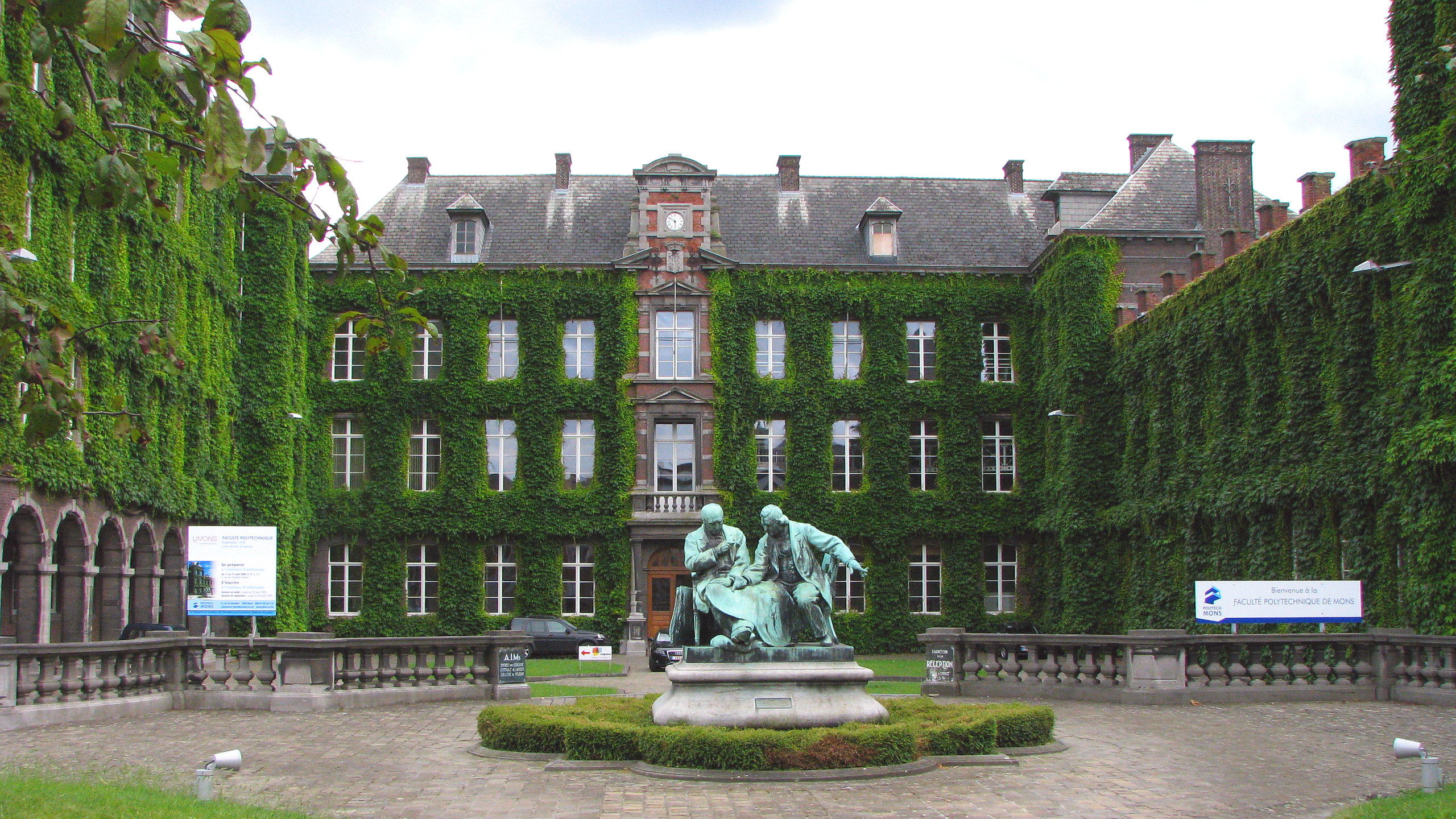
Université de Mons: het eerste gebouw van de Facultte Polytechnique de Mons (gebouw voormalig Collège de Houdain van 1587, Latijnse school)

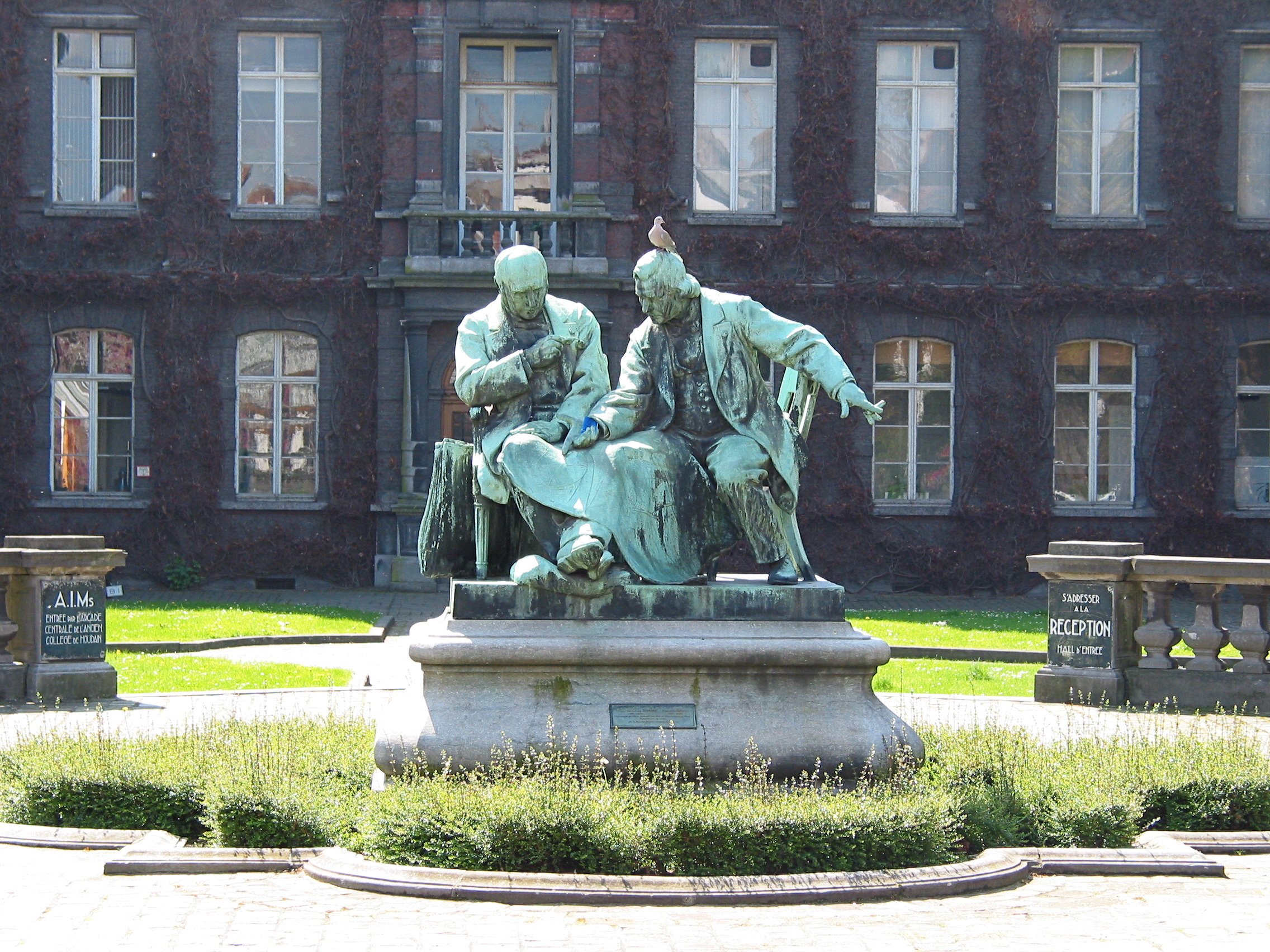
Standbeeld uit 1902 van Théophile Guibal en Alphonse Devillez, die de École Provinciale des Mines du Hainaut, de latere Faculté polytechnique de Mons bestuurden (beeldhouwer: Louis Henry Devillez)

De Faculté polytechnique de Mons (F.P.Ms) was een Franstalige Belgische universiteit in de stad Bergen (Mons) in de provincie Henegouwen (Hainaut).

## Geschiedenis
De Faculté polytechnique de Mons werd als École Provinciale des Mines du Hainaut opgericht op voorstel van de tweede gouverneur van de provincie, Jean-Baptiste Thorn, in 1836. De provincieraad keurde de oprichting goed op 21 oktober 1836, teneinde ingenieurs op te leiden voor de bloeiende industrie in de provincie, de kolenmijnen, hoogovens, walserijen, raffinaderijen... Een koninklijk besluit van 27 september 1837 bevestigde de oprichting, op 1 november 1837 gingen reeds de eerste colleges door. Twee jonge docenten opgeleid in Parijs aan de école centrale die postuleerden voor de openstaande docentenmandaten, Adolphe Devillez, 24 jaar oud, en Théophile Guibal, 23, werden niet enkel aangetrokken als docenten maar kregen ook de opdracht de opleiding uit te bouwen. Devillez werd de directeur, een positie die hij 51 jaar lang zou bekleden tot 1888.
In 1845 keurde de provincieraad een herorganisatie voor, en een oprichting van een geaffilieerd handelsinstituut, de school werd de École de Commerce, d'Industrie et
des Mines du Hainaut. Naast de initiële afstudeerrichtingen voor de ingenieurs van mijnbouwkunde en metallurgie werden ook specialisaties voorzien in chemische technologie in 1853 en mechanica in 1862. Een aparte opleiding voor ingenieurs voor de spoorwegen volgde in 1874, elektriciteit werd een aparte specialisatie in 1887.
Een van de drijvende krachten achter de bloei van de afdeling mineraalkunde en mijnbouw was docent Jules Cornet, die in 1892 naar Katanga trok voor exploratie van de Congolese ondergrond. Zijn naam wordt nog erkend in de benaming van het mee door hem ontdekte mineraal cornetiet.
Ten tijde van de Eerste Wereldoorlog sloot de instelling zijn deuren, om in 1919 te herstarten. De instelling krijgt volledige autonomie van de provincie, en wordt in 1920 de "École des Mines et de Métallurgie, Faculté Technique de la Province de
Hainaut. Sinds 1935 hanteerde de instelling de naam Faculté polytechnique de Mons.

## Campussen
De faculteit had een bouwwerk aan de Boulevard Dolez en een gebouw aan de rue de Houdain. Dit laatste gebouw, het Collège de Houdain, heeft een geschiedenis die teruggaat tot 1545. Het wordt door de École des Mines in dienst genomen in 1878. In de tuin van dit college bevindt zich sinds 1902 het standbeeld van Théophile Guibal en Alphonse Devillez van de hand van beeldhouwer Louis Henry Devillez.

## Fusie
Op 6 juli 2007 werd overgegaan tot de fusie met de Université de Mons-Hainaut. Dit resulteerde in de oprichting van de Universiteit van Bergen wat zich ook vertaalde in volledig geïntegreerde opleiding en werking vanaf de start van het academiejaar 2009-2010.